# Camille Oponga
Herman Camille Oponga Ayessa (ur. 24 stycznia 1978 w Brazzaville) – piłkarz kongijski grający na pozycji środkowego obrońcy.

## Kariera klubowa
Oponga urodził się w Kongu, jednak karierę piłkarską rozpoczynał we Francji. Jego pierwszym klubem w karierze był Red Star 93. W 1996 roku zadebiutował w nim w drugiej lidze francuskiej. W 1999 roku spadł z Red Star 93 do trzeciej ligi. W klubie tym grał do końca sezonu 2000/2001.
Latem 2001 roku Oponga przeszedł do szkockiego Falkirk. Przez sezon grał w nim w First Division, a następnie wrócił do Francji. W latach 2002–2004 występował w Pau FC, a w sezonie 2004/2005 był piłkarzem AS Cannes. Z kolei od 2005 do 2008 roku był zawodnikiem Pacy Vallée-d'Eure Football. W sezonie 2008/2009 występował w Villemomble Sports, a latem 2009 przeszedł do ES Viry-Châtillon.
| Sezon   | Klub                        | Kraj    | Rozgrywki            | Mecze | Bramki |
| ------- | --------------------------- | ------- | -------------------- | ----- | ------ |
| 1996/97 | Red Star 93                 | Francja | Ligue 2              | 8     | 0      |
| 1997/98 | Red Star 93                 | Francja | Ligue 2              | 8     | 0      |
| 1998/99 | Red Star 93                 | Francja | Ligue 2              | 32    | 0      |
| 1999/00 | Red Star 93                 | Francja | Championnat National | 30    | 0      |
| 2000/01 | Red Star 93                 | Francja | Championnat National | 7     | 0      |
| 2001/02 | Falkirk                     | Szkocja | First Division       | 3     | 0      |
| 2002/03 | Pau FC                      | Francja | Championnat National | 28    | 1      |
| 2003/04 | Pau FC                      | Francja | Championnat National | 31    | 0      |
| 2004/05 | AS Cannes                   | Francja | Championnat National | 37    | 2      |
| 2005/06 | Pacy Vallée-d'Eure Football | Francja | CFA                  | 19    | 0      |
| 2006/07 | Pacy Vallée-d'Eure Football | Francja | CFA                  | 27    | 0      |
| 2007/08 | Pacy Vallée-d'Eure Football | Francja | CFA                  | 28    | 0      |
| 2008/09 | Villemomble Sports          | Francja | CFA                  | 28    | 0      |
| 2009/10 | ES Viry-Châtillon           | Francja | CFA                  | 27    | 1      |
| 2010/11 | ES Viry-Châtillon           | Francja | CFA                  | 23    | 0      |

## Kariera reprezentacyjna
W reprezentacji Konga Oponga zadebiutował 25 stycznia 2000 roku w przegranym 0:1 grupowym meczu Pucharu Narodów Afryki 2000 z Marokiem, rozegranym w Lagos. Na tym turnieju zagrał również w dwóch innych meczach grupowych: z Nigerią (0:0) i z Tunezją (0:1). Od 2000 do 2006 rozegrał w kadrze narodowej 9 meczów.